# 網浜直子
網浜 直子（あみはま なおこ、1968年8月12日 - ）は、日本の女優・歌手・マルチタレント。愛称：アミー。本名：秦 直子（はた なおこ、旧姓・網浜）。夫はタレントの松山三四六。
兵庫県神戸市灘区出身。162cm。血液型はB型。所属事務所はアンクル・エフ→オフィスフットワークス（ビーイング系列）→JVCエンタテインメント→ハート・レイ（旧・ハーキュリーズ）→独立。

## 人物・来歴
神戸市立長峰中学校卒業後、神戸ベルのケーキ工場で就業中、1984年に第5回ミス・セブンティーンコンテストで18万325人（応募総数歴代最大）の応募者の中から松本典子とダブルでグランプリを獲得した。ミス・セブンティーンコンテストの同期出場者には、国生さゆり、渡辺美里、工藤静香、斉藤さおり、森村聡美、藤原理恵、木村亜希などがいる。
所属芸能事務所アンクル・エフ（現・ジャパン・ミュージックエンターテインメント）、所属レコード会社CBS・ソニーと締結。翌1985年、デビューとなる映画『バロー・ギャングBC』で松本典子と共にシブがき隊と共演した。以降、映画『ビー・バップ・ハイスクール 高校与太郎完結篇』『仁義なき野望』、ドラマ『愛という名のもとに』、『温泉へ行こう』、『同・級・生』、『ママまっしぐら!』など数多くの作品に出演。同年、『竹下涙話』で歌手としてもデビュー。キャッチフレーズは「ちょっと変な女の子」。同期の、中山美穂、森下恵理、斉藤さおりとは親友であった。今でも仲は良いらしい。中山が1993年に出したアルバム『わがままな あくとれす』の5曲目「Dear My Friends」ではAmieというニックネームで他数人と歌詞内に登場している。ちなみに、同アルバムのラスト曲「こんな日の雨なら大好き -The Rain Came Down-」では、中山と共作で作詞の欄にクレジットされている。斉藤さおりが1988年に発売したアルバム『FOLLOW MY HEART』収録曲「Ammie」は、斉藤が網浜に対して親友としての思いを伝えた曲である。
1985年の自身の誕生日、8月12日に行われた日本青年館での【ファースト&バースディコンサート】では、親友であったダンプ松本と中山が花束を抱えて祝いに駆けつけた。出演CMカゴメ「IMO」のCMソング「シリアス」、「夏・体験物語」挿入歌のマイアミ・サウンド・マシーンのカバー曲「ホット・サマー・ナイト」などリリース。1987年には、コーセー化粧品「ソニア」のCMソング「夏は目の毒、恋の毒」はCMが大量に放送され、同化粧品の1987年キャンペーンガールも務めた。2ndアルバムや未唯とのデュエット曲『ブレイク・モーション』はお蔵入りになったが、デュエット曲は2002年の「未唯ゴールデンベスト」でCD化された。
1992年に同じ事務所の飯島直子とデュオ「W-NAO」（ダブル・ナオ）を結成（ビーイングによるプロデュース）し、シングル『孤独のRunaway』アルバム『W-NAO』などをリリース。
日本テレビ「ものまねバトル大賞」での共演がきっかけで、1998年にタレントの松山三四郎（当時の芸名）と結婚。2001年5月に長男を出産し、次いで年子となる次男も出産。現在は女優、タレント業を中心に活躍している。
2007年12月には、ソニー・ミュージックから過去発売された全6枚のシングルA面/B面と12インチシングルの音源全15曲が完全収録された『Amie's 2nd Avenue  -Singles Collection-』がインターネットサイト限定で販売され、2009年6月にはアンコールプレスとして再発売された。
2011年3月、歌手としてMOWRIX JAPANより企画物シングル「しなの恋巡り」を発売。作詞は夫の松山三四六が担当。
2024年11月、ハート・レイを退所し独立した。
2025年10月9日、10月10日の2日間、デビュー40周年を記念してのライブ、40th Anniversary【ID85】を同期デビューの芳本美代子、松本典子と東京:座・高円寺2にて開催予定。全公演完売となった。

## 音楽
※　W-NAO名義作品は、W-NAO#ディスコグラフィーを参照。

### シングル
| 発売日        | 規格               | 規格品番    | 面          | タイトル                                                 | 作詞                         | 作曲           | 編曲                 |
| CBS・ソニー   | CBS・ソニー        | CBS・ソニー | CBS・ソニー | CBS・ソニー                                              | CBS・ソニー                  | CBS・ソニー    | CBS・ソニー          |
| ------------- | ------------------ | ----------- | ----------- | -------------------------------------------------------- | ---------------------------- | -------------- | -------------------- |
| 1985年4月21日 | 7インチ・シングル  | 07SH-1627   | A           | 竹下涙話                                                 | 森雪之丞                     | 中崎英也       | 新川博               |
| 1985年4月21日 | 7インチ・シングル  | 07SH-1627   | B           | ティーンエイジ アングル                                  | 森雪之丞                     | 中崎英也       | 新川博               |
| 1985年8月25日 | 7インチ・シングル  | 07SH-1673   | A           | 恋は微熱                                                 | 松井五郎                     | 中崎英也       | 中崎英也             |
| 1985年8月25日 | 7インチ・シングル  | 07SH-1673   | B           | あたしとコージ                                           | 森雪之丞                     | 中崎英也       | 中崎英也             |
| 1986年2月26日 | 7インチ・シングル  | 07SH-1724   | A           | シリアス                                                 | 森雪之丞                     | 中崎英也       | 中村哲               |
| 1986年2月26日 | 7インチ・シングル  | 07SH-1724   | B           | ふざけなさい                                             | 岡田冨美子                   | 中崎英也       | 中崎英也             |
| 1986年5月10日 | 7インチ・シングル  | 07SH-1771   | A           | 愛してPAX                                                | 作詞センター&じんましんや    | 作曲研究所     | 東京アレンジサービス |
| 1986年5月10日 | 7インチ・シングル  | 07SH-1771   | B           | ジミーに片想い                                           | 麻生圭子                     | SOUL MOUTH鈴木 | 飛沢宏光             |
| 1986年7月21日 | 7インチ・シングル  | 07SH-1797   | A           | ホット・サマー・ナイト                                   | M.Jay・A.R. Scott・邦詩：ERI | R.Sreeland     | 中村哲               |
| 1986年7月21日 | 7インチ・シングル  | 07SH-1797   | B           | Miss You                                                 | 網浜直子                     | 中崎英也       | 中村哲               |
| 1986年9月21日 | 12インチ・シングル | 12AH-2085   | A           | ホット・サマー・ナイト（12インチ・ロング・ヴァージョン） | M.Jay・A.R. Scott・邦詩：ERI | R.Sreeland     | 中村哲               |
| 1986年9月21日 | 12インチ・シングル | 12AH-2085   | B1          | Private Lineでくちづけを                                 |                              |                |                      |
| 1986年9月21日 | 12インチ・シングル | 12AH-2085   | B2          | Lead Me On                                               |                              |                |                      |
| 1987年5月2日  | 7インチ・シングル  | 07SH-1920   | A           | 夏は目の毒・恋の毒                                       | 竹花いち子                   | 井上ヨシマサ   | 鷺巣詩郎             |
| 1987年5月2日  | 7インチ・シングル  | 07SH-1920   | B           | Mellow Mellow                                            | 竹花いち子                   | 井上大輔       | 鷺巣詩郎             |
| MOWRIX JAPAN  |                    |             |             |                                                          |                              |                |                      |
| 2011年3月9日  | 配信               | MOCD-002    | 1           | しなの恋巡り～女ひとり～                                 | 三四六                       |                |                      |
| 2011年3月9日  | 配信               | MOCD-002    | 2           | しなの恋巡り～女ひとり～（カラオケ）                     | -                            |                |                      |

### アルバム
| 発売日         | 規格        | 規格品番    | 面 |
| CBS・ソニー    | CBS・ソニー | CBS・ソニー | CBS・ソニー |
| -------------- | ----------- | ----------- | --- |
| 1986年3月21日  | LP          | 28AH-2015   | Amie's 1st Avenue Side:A 1. ENTRANCE～17才～ 2. 衝撃のデビュー 3. SISTER 4. CATCH A STAR 5. 素敵になれる午後 Side:B 1. 恋は微熱 2. シリアス 3. 私の中のラビリンス 4. 純情末期’86 5. LOVE FOREVER（優しくしないで） 6. EXIT～17才～ |
| 1986年3月21日  | CD          | 32DH359     | Amie's 1st Avenue Side:A 1. ENTRANCE～17才～ 2. 衝撃のデビュー 3. SISTER 4. CATCH A STAR 5. 素敵になれる午後 Side:B 1. 恋は微熱 2. シリアス 3. 私の中のラビリンス 4. 純情末期’86 5. LOVE FOREVER（優しくしないで） 6. EXIT～17才～ |
| 2015年10月26日 | CD          | DYCL-65     | Amie's 1st Avenue Side:A 1. ENTRANCE～17才～ 2. 衝撃のデビュー 3. SISTER 4. CATCH A STAR 5. 素敵になれる午後 Side:B 1. 恋は微熱 2. シリアス 3. 私の中のラビリンス 4. 純情末期’86 5. LOVE FOREVER（優しくしないで） 6. EXIT～17才～ |
| 2007年12月18日 | CD          | DYCL-66     | Amie's 2nd Avenue -Singles Collection- 1. 竹下涙話 2. ティーンエイジ アングル 3. 恋は微熱 4. あたしとコージ 5. シリアス 6. ふざけなさい 7. 愛してPAX 8. ジミーに片想い 9. ホット・サマー・ナイト 10. MISS YOU 11. ホット・サマー・ナイト（ロング・バージョン） 12. Private Line で くちづけを 13. LEAD ME ON 14. 夏は目の毒・恋の毒 15. Mellow Mellow |

#### その他
- 未唯ゴールデンベスト（2002年）-お蔵入りになった未唯mieとのデュエット曲「ブレイク・モーション」を収録。
- NEVER -Special Edition-（2007年）-お蔵入りになった未唯mieとのデュエット曲「真夏のリズムで Daydream」を収録。

## 出演

### テレビドラマ
- 夏・体験物語（1985年、TBS） - 村木すみれ 役
- しのび逢い（1986年、TBS）
- 夏・体験物語II（1986年、TBS） - こずえ 役
- 金曜日には花を買って（1986年、TBS） - ノンちゃん 役
- あまえないでヨ!（1987年、CX） - 早苗 役
- セーラー服露天風呂卒業旅行（1987年、CX）
- 同級生は13歳（1987年、CX）[8]
- あきれた刑事（1987年、NTV） - 由香利 役
- ママはアイドル　第8話（1987年、TBS）
- とまどいの夜（1988年、TBS）
- 花王名人劇場 「裸の大将放浪記」第27話「清の沖縄ほうろう記」（1988年6月12日、KTV） - 伊佐子
- 男と女のミステリー（CX）
  - 「くねり坂」（1988年）
  - 「母と名乗れない」（1989年）
  - 「Vの悲劇」（1990年）
- 月曜・女のサスペンス「はばたきたい」（1988年、TX）
- 意地悪ばあさんスペシャル（1988年、CX）
- 火曜スーパーワイド（ANB）
  - 「七つの顔をもつ女」（1989年）
  - 「美人ツアコン婚前旅行殺人事件」（1990年）
- もっとあぶない刑事 第15話「不惑」（1989年1月、NTV） - 牧野めぐみ 役
- 同・級・生（1989年、CX）
- 水曜グランドロマン（NTV）
  - 「産婦人科病棟」（1989年）
- Pente d'amour（1989年、CX）
  - 「駅」（1990年）
  - 「男と女のエアポート」（1990年）
  - 「看護婦物語」（1990年）
- 木曜ゴールデンドラマ「どんでん家族」（1990年、NTV）
- プラチナ・ストーリー（1990年、CX）
- 東芝日曜劇場「四月の雨」（1990年、TBS）
- 日本一のカッ飛び男（1990年、CX）
- ハネムーン・ウォーズ（1990年、TBS）
- 土曜ワイド劇場（ANB）
  - 「玉の輿殺人事件」（1990年）
  - 「ゴルフスクール華麗なる女たちの斗い」（1992年）
  - 「狙われた花嫁」（1992年）
  - 「京都B級グルメ殺人事件帖オムライスの奈謎」（1997年）
  - 「私を信じて!」（1997年）
  - 「キソウの女〜刑事部機動捜査隊〜」（2003年）
- 火曜ミステリー劇場（ANB）
  - 「東京下町の殺人」（1990年）
  - 「死のハネムーン」（1990年）
- カサブランカ物語 怪盗に口づけを!（1990年、TX）
- 男について（1990年、TBS）
- 浮浪雲（1990年、TBS）
- 東芝日曜劇場「夢の涙」（1990年、TBS）
- 代表取締役刑事 第39話「勇気ある追跡」（1991年、ANB・石原プロ）
- 幕府お耳役檜十三郎 第1話「公儀大目付の陰謀」（1991年、TX・松竹）
- プレイ・アローン（1991年、TBS）
- 映画みたいな恋したい 「ゴーストニューヨークの幻」（1991年、TX）
- 刑事貴族2 第17話「グッバイガール」（1991年）
- 喧嘩屋右近 第11話「連続殺人!殺し屋の罠」（1992年）
- 愛という名のもとに（1992年、CX）-　小沢有希 役
- おとなの選択（1992年、TBS）
- 女医・彩子 伊豆半島恐怖の往診（1992年、CX））
- 華やかな密室殺人（1992年、TBS）
- ほんとうにあった怖い話（1992年、ANB）
- 東京チャッカリ娘（1992年、TBS）
- 誰かが彼女を愛してる（1992年、CX）
- 俺たちルーキーコップ 第14話「大反撃」（1992年、TBS） - 野口智子 役
- さすらい刑事旅情編（ANB・東映）
  - 第5シリーズ 第2話「東北新幹線・昏睡強盗の女」（1992年）
  - 第6シリーズ 第20話「万馬券の女・自己破産の秘密」（1994年）
- わたしってブスだったの?（1993年、TBS）- 今村知恵　役
- 火曜サスペンス劇場（NTV）
  - 「疑惑のカルテ」（1994年）
- Virgin Kiss（1994年、RKK）
- 花王愛の劇場「夏は秘密がいっぱい!」（1994年7月 - 9月、TBS）
- 僕らに愛を!（1995年、CX）
- 君を想うより君に逢いたい（1995年、KTV） - 田辺真理子 役
- ひよこたちの天使（1996年、TBS）
- グッドラック（1996年、NTV） - 栗原妙子 役
- 結婚式まで（1997年、CX）
- 花王愛の劇場「ぐっどあふたぬ〜ん」（1997年、TBS） - 赤松加世子 役
- 白衣のふたり（1998年、THK製作、CX系） - 主演・浜田美樹 役
- 愛の劇場「温泉へ行こう」（1999年、TBS） - 大谷雅代 役
- 南町奉行事件帖 怒れ!求馬II 第9話「噂の女」（1999年、TBS・C.A.L） - おもん 役
- 浅見光彦シリーズ13 須磨明石殺人事件（2000年、TBS）
- 愛の劇場「ママまっしぐら!」（2000年、TBS） - 石橋みゆき 役
- バスストップ（2000年、CX） - 史村千賀 役
- 愛の劇場「ママまっしぐら!2」（2001年、TBS） - 石橋みゆき 役
- プラトニックセックス〜20歳の純愛編（2001年、CX）
- 恋愛偏差値第3章「彼女の嫌いな彼女」（2002年、CX）
- 愛の劇場「ママまっしぐら!3」（2002年、TBS） - 石橋みゆき 役
- 愛の劇場「ほーむめーかー」（2004年、TBS） - 橘理恵 役
- ケータイ刑事 銭形泪（2004年、BS-i）
- 汚れた舌（2005年、TBS）
- 松本清張 けものみち（2006年、EX） - 久恒薫 役
- 素晴らしき哉、先生! 第6話・第7話（2024年9月22日・29日、朝日放送テレビ・テレビ朝日系） - 産婦人科医師 役[9]

### 映画
- バロー・ギャングBC（1985年） - サツキ 役
- トットチャンネル（1987年） - 横井美保 役
- ころがし涼太 激突!モンスターバス（1988年、シネ・ロッポニカ、にっかつ） - かおり 役
- ビー・バップ・ハイスクール 高校与太郎完結篇（1989年） - メイコ 役
- 押忍!!空手部（1991年） - 武井由貴 役
- さわこの恋（1991年） - 岡崎めぐみ 役
- 悪友-ごろつき-（1993年） - 遊子 役
- 人間交差点 道（1993年） - 主演・川村織江 役
- 獅子王たちの最后（1994年） - 佐伯りえ 役
- 姐・極道を愛した女・桐子（1994年） - リサ 役
- 洗礼（1996年） - 谷川の妻 役
- 仁義なき野望（1996年）
- 義務と演技（1997年） - 水谷美奈子 役
- 人間椅子（1997年） - バレエ好きの若い娘 役

### ビデオ作品
- 妖怪天国（1986年） - 松姫 役 ※主演
- 彼女2 Kanojo No Jijyou（1990年） - 陽子 役 ※七瀬なつみとW主演
- LSD -ラッキースカイダイアモンド-（1990年） - 主演
- 女囚さそり 殺人予告（1991年） - 友情出演
- Sexy Cat（1991年） - イメージビデオ
- 天使の砲弾（1992年） - 主演
- 稲川淳二のホラー・ビデオ パンドラの箱（1992年）
- パチンコ物語 浪花の勝負師（1993年） - 主演
- ごんたくれ（1993年）
- 夜光虫の街 チーム
- ロシアンルーレット 最後の賭け
- ど・チンピラ Part3（1993年）
- 仁義5 関東頂上決戦（1995年）

### 舞台
- Home（浅草花劇場 、2023年10月6日～10月9日予定、初舞台作品） - 母：山郷 充子 役

### バラエティ・教養番組ほか
- 一枚の写真（1992年、CX）
- 天使のU・B・U・G（1994年 - 1995年、CX）
- 超次元タイムボンバー（EX）
- ものまねバトル（NTV）
- スーパースペシャル'96（NTV）
- クイズところ変れば!?（TX）
- ワイドショーWHO（KTV）

### ラジオ
- 東京スーパーエンジェル（文化放送）[1]

## 写真集・本
- アミハマしようよ（1986年、白夜書房）
- TRUE SUMMER フレッシュスコラ3（1987年、講談社・スコラ）
- UNI SEX（1989年、ワニブックス）
- HEDONISM 快楽主義（1991年、大陸書房）
- ラブレター（1994年、風雅書房）